# Samo ljubezen
Samo ljubezen (ang. Only Love)– utwór słoweńskiego zespołu drag queens Sestre napisany przez Roberta i Barbarę Pešutów, nagrany oraz wydany w 2002 roku, umieszczony na debiutanckim albumie studyjnym grupy, zatytułowanym  Souvenir.

## Historia utworu

### Konkurs Piosenki Eurowizji
Utwór reprezentował Słowenię podczas 47. Konkursu Piosenki Eurowizji w 2002 roku, wygrywając finał krajowego festiwalu Evrovizijska Melodija 2002. Kompozycja została dopuszczona do rundy półfinałowej selekcji i awansowała do ścisłego finału dzięki zdobyciu trzeciego miejsca w głosowaniu telewidzów. Piosenka zajęła ostatecznie pierwsze miejsce w finałowej klasyfikacji, dzięki czemu reprezentowała Słowenię podczas finału konkursu w Tallinnie. 
Podczas ogłaszania wyników selekcji okazało się, że z powodu problemów z obliczeniem wyniku głosowania telewidzów, o ostatecznym wyborze reprezentanta zdecydowali jurorzy, którzy przyznali pierwsze miejsce zespołowi Sestre, przez co zwyciężczyni głosowania telewidzów – Karmen Stavec – zajęła dopiero drugie miejsce. Decyzja organizatorów wywołała skandal wśród widzów, którzy domagali się powtórnego głosowania nad przyszłym reprezentantem kraju. Głos w sprawie zabrał wówczas m.in. holenderski członek Parlamentu Europejskiego, Lousewies van der Laan, który uznał, że niezadowolenie z wyniku wynika z homofobistycznych poglądów mieszkańców. Franc Kangler z Słoweńskiej Partii Ludowej podejrzewał wówczas zmanipulowanie głosów jurorów, Jernej Repovš z agencji marketingowej Studia Marketing uznał, że wygrana drag queens nie ma niczego wspólnego z dyskryminacją, natomiast Tone Partljič ze Słoweńskiej Partii Demokratycznej przyznał, że w konkursie ważniejsza powinna być piosenka, a nie występujący. Kilka dni po finale krajowy nadawca Radiotelevizija Slovenija potwierdził znaczącą przewagę Stavec nad formacją Sestre w głosowaniu telewidzów (40 tys. do 6 tys.), jednak dodał, że o końcowym wyniku zdecydowało przyznanie przez dwóch jurorów maksymalnych ocen piosence „Samo ljubezen”. 
W maju zespół zaprezentował utwór w finale Konkursu Piosenki Eurowizji i zdobył za niego łącznie 33 punkty, zajmując 13. miejsce w końcowej klasyfikacji. Podczas występu reprezentantom towarzyszył chórek w składzie: Mate Brodar, Jadranka Juras i Anže Langus.
Oprócz słoweńskojęzycznej wersji piosenki, drag queens nagrały utwór w języku angielskim i niemieckim („Wahre Liebe”).